# David Foster (produtor cinematográfico)
David Foster (Bronx, 1930 — Los Angeles, 23 de dezembro de 2019) foi um produtor cinematográfico norte-americano.